# Michael Brüsehaber
Michael Brüsehaber (* 10. September 1953) war Fußballspieler in der DDR. 1975 spielte er für den FC Hansa Rostock in der DDR-Oberliga, der höchsten Spielklasse des ostdeutschen Fußballverbandes.

## Sportlicher Werdegang
Brüsehaber spielte seit 1969 für den FC Hansa Rostock in der Junioren-Oberliga und wurde mit ihr 1970 DDR-Vizemeister und 1971 Meisterschaftsdritter. 1971 gehörte er zum Aufgebot der DDR-Junioren-Nationalmannschaft. Mit ihr bestritt er am 30. Juli 1971 in Pirna das Länderspiel DDR – Finnland (2:1). Seinen Einstand im Männerbereich gab Brüsehaber am 28. November 1971 in der zweitklassigen DDR-Liga spielenden 2. Mannschaft des FC Hansa. In der Begegnung Veritas Wittenberge – Hansa Rostock II (3:4) wurde er als Innenverteidiger eingesetzt. Insgesamt spielte er 1971/72 viermal in der 2. Mannschaft. 1972/73 gehörte er dort mit 17 Einsätzen bei 22 ausgetragenen Punktspielen als Verteidiger bereits zur Stamm-Mannschaft. Nach der durchwachsenen Saison 1973/74 mit nur zehn DDR-Liga-Spielen hatte er 1974/75 seine erfolgreichste Spielzeit bei Hansa. Zunächst war er mit 20 Einsätzen in der 2. Mannschaft wieder unumstrittener Stammspieler, außerdem gehörte er zeitweilig zum Aufgebot der 1. Mannschaft in der Oberliga. Nachdem er am 5. Oktober 1974 bereits im Pokalspiel Berliner FC Dynamo II – Hansa Rostock (0:4) mitgewirkt hatte, wurde er am 16. Oktober 1974 auch im Oberliga-Punktspiel Dynamo Dresden – Hansa Rostock (1:0) als linker Verteidiger eingesetzt. Die 1. Hansa-Mannschaft musste am Saisonende absteigen und spielte nun ihrerseits 1975/76 in der DDR-Liga, Brüsehaber kam dort aber nicht zum Einsatz.
1977 wurde Brüsehaber zum Militärdienst eingezogen und spielte in dieser Zeit beim DDR-Ligisten Vorwärts Neubrandenburg Fußball. Nach seiner Entlassung im Sommer 1979 kehrte er nach Rostock zurück, schloss sich nun aber der in der DDR-Liga spielenden Betriebssportgemeinschaft Schiffahrt/Hafen Rostock an. Mit dieser Mannschaft war er bis 1985 in der zweithöchsten DDR-Fußballklasse vertreten. Anschließend stieg Schiffahrt/Hafen in die Bezirksliga Rostock ab, und der inzwischen 32-jährige Brüsehaber kehrte nicht mehr in den höherklassigen Fußball zurück.